# マムカ・マムラシビリ
マムカ・ウシャンギ・マムラシビリ(グルジア語: მამუკა (უშანგი) მამულაშვილი、ウクライナ語: Мамука Мамулазвілі)は、ジョージア出身の軍人。ウクライナ陸軍所属のジョージア軍団を指揮している。

## 経歴
マムカ・マムラシビリは1978年4月22日、グルジア・ソビエト社会主義共和国の首都トビリシで生まれた。父のズラブはアブハジア戦争で政府側の軍司令官を務めた。姉のナノ・マムラシビリはジョージア国会議員。
マムラシビリが14歳の時、ジョージア軍将校だった父とともにアブハジア戦争（1992年～1993年）で政府側で戦った。マムラシビリは後に「私の最初の戦争は1990年代、アブハジアでの戦争でした」と回想している。戦争中、彼はアブハジア軍に捕らえられ、3ヶ月間拘束された後、解放された。
マムラシビリは第一次チェチェン紛争（1994年 - 1996年）で外国人志願兵としてロシア軍と戦った。
第一次チェチェン戦争後、マムラシビリはパリに留学した。その後ジョージアに戻り、ジョージア大統領ミヘイル・サアカシビリの上級軍事顧問を務めた。
2013年、ユーロマイダンに参加するためウクライナに移住した。
2014年、マムラシビリはジョージア軍団の創設者の一人となり、現在はロシアによるウクライナ侵攻に対抗するために同軍団を率いている。彼はホストメリ空港の戦いに参加した。
マムラシビリはウクライナ上空の飛行禁止空域の設定を支持しており、これはロシアの空爆を防ぐために必要だと述べている。
彼の指揮下では、ロシアのウクライナ侵攻における捕虜の虐待の一環として戦争犯罪が行われたとの疑惑があり、はそれを認めたように見えたが、後に司令官はそれを否定した。
マムラシビリは、ブチャ虐殺への対応としてロシア兵への容赦のなさを正当化した。
2024年6月13日、マムラシビリは3度目の毒殺未遂を受けたと報告した。
2023年9月現在、ロシアではマムラシビリに対して8件の刑事訴訟が起こされている。容疑としては、傭兵の募集、民族憎悪の煽動などが含まれている。マムラシビリは、ロシアが彼に賞金をかけていると主張した。
2025年1月31日、Kiev Independentは、スロバキア政府がジョージア軍団がクーデター計画に関与しているとして部隊の指揮官であるマムラシビリを入国禁止にしたと報じた。